# Jean Dausset
Jean Dausset (Toulouse, Francia; 19 de octubre de 1916-Palma de Mallorca, España; 6 de junio de 2009) fue profesor de medicina experimental del Collège de France. Sus trabajos se han centrado fundamentalmente en el campo de la inmunología. Su descubrimiento del sistema HLA (Human Leukocyte Antigen), le supuso ser galardonado con el Premio Nobel de Fisiología o Medicina en 1980, compartido con Baruj Benacerraf y George Davis Snell.

## Primeros años
Fue hijo del Dr. Henri Dausset. Tras pasar la infancia en Biarritz y siguiendo los pasos del padre, llamado a fundar en el Hôtel Dieu el primer servicio de Fisioterapia y Reumatología de Francia, el joven Jean se trasladó con su familia a París, donde cursó el bachillerato en el Liceo Michelet. Superado el preuniversitario, optó por la Facultad de Medicina y fue alumno externo de los hospitales de París.
Durante la Segunda Guerra Mundial participó como médico hematólogo, transfusor y reanimador en la campaña de Francia (1940-41), la campaña de Túnez (1943) y el desembarco de Normandía (1945). El mismo año de la Liberación consiguió el título de doctor en Medicina en la Facultad de Medicina de París con una tesis sobre fisiología del riñón y la exanguinotransfusión en el adulto. En ella describió una revolucionaria técnica que permitía inducir la remisión en enfermos con leucemia y en fracasos renales secundarios a maniobras abortivas. Consagrado plenamente a la Hematología, fue director del Centro Regional de Transfusiones Sanguíneas para las Fuerzas Armadas en el parisino Hospital de Saint Antoine (1945).
En 1948 ganó una beca del Plan Marshall que le permitió asistir dos años como fellow en Hematología e Inmunología en la Harvard Medical School.
El joven investigador orientó entonces sus trabajos hacia los grupos sanguíneos y las anemias hemolíticas, por lo que decidió explorar la posibilidad de encontrar anticuerpos dirigidos contra los glóbulos blancos y las plaquetas. Jean Dausset observó, por primera vez en 1952 una aglutinación de los glóbulos blancos de un individuo por el suero de otro, inmunizado en anteriores transfusiones de diversa procedencia, y comprobó el mismo fenómeno en las plaquetas; a estos fenómenos los denominó “leucoaglutinación” y “tromboaglutinación”. Este descubrimiento marcará toda su vida, pues dedujo que existían diferentes grupos humanos en función de sus leucocitos, al igual que lo comprobado respecto a los hematíes con la identificación que en 1901 se hizo de los grupos eritrocitarios ABO.

## Investigación
Fruto de su sagacidad investigadora, en 1958, descubrió en la superficie de los glóbulos blancos unas pequeñas estructuras químicas dispuestas en forma de antena, capaces de provocar la aparición de un anticuerpo que se fija en ellas específicamente; este antígeno, que denominó Mac, fue el primero aislado en el sistema HLA (Human Leukocyte Antigen). Ello le hizo deducir la importancia capital de estos antígenos en la defensa del organismo contra toda agresión exterior o interior, basándose en la capacidad de distinguir entre constituyentes propios del individuo y de lo extraño a él; defensa y salvaguarda de “lo propio” y destrucción y eliminación de lo “no propio”. En consecuencia, responsable de los fenómenos de rechazo en un trasplante de órganos o de una transfusión sanguínea. Trabajó incansablemente hasta demostrar la validez de su hipótesis: “Las moléculas HLA del donante, al ser diferentes de las del receptor, se perciben como extrañas e inducen la respuesta inmunitaria que conduce al rechazo del trasplante”.
Unos años después, en 1965, al dar a conocer las leyes de la histocompatibilidad en el hombre por el sistema HLA, Jean Dausset afirmó: “Si los leucocitos de dos personas son compatibles, sus tejidos también lo son”. Todo el reconocimiento de lo “no propio” se hace en el contexto del sistema HLA, por lo que desempeña un papel primordial en la inducción de la respuesta inmunitaria específica. Demostró que el tiempo de supervivencia de los injertos era inversamente proporcional al número de incompatibilidades entre los genes HLA donante-receptor. Los descubrimientos del Profesor Dausset causaron honda impresión, le valió un editorial en The Lancet y sus trabajos fueron los más citados durante años en las revistas médicas.
Sus novedosas propuestas de investigación cristalizaron en el diseño y celebración de numerosas reuniones internacionales sobre el sistema HLA, cuyos frutos se dieron en tres etapas: en la primera, se descubrieron los antígenos HLA-A, HLA-B y HLA-C, denominados de clase I, presentes en la superficie de todas las células del organismo; en la segunda se constató que los antígenos HLA-DR, HLA-DQ y HLA-DP, denominados de clase II, no se expresan más que en la superficie de las células implicadas en la respuesta inmunitaria; en la tercera se abordó el sistema HLA, no ya a nivel de los productos de los genes sino de los mismos genes y sus funciones.
Interesado en comprender por qué no todos los individuos se defienden de los microorganismos de la misma manera, en especial por qué unos son más resistentes a tal o cual intruso y otros, por el contrario, vulnerables, en los años 60 descubrió que el sistema de defensas no es igual para todos y que deriva de las diferencias existentes en el programa que controla el funcionamiento del organismo. En 1967 comunicó la relación entre HLA y distintas enfermedades; por ejemplo, una persona HLA-B27 positiva tiene 600 veces más posibilidades de padecer espondiloartitis anquilosante, la casi totalidad de los pacientes celiacos son HLA-DQ2 o DQ8 positivas, etc. Propuso entonces el concepto de “medicina predictiva”, como sistema que permitiera anticipar la aparición de una nueva enfermedad para aplicar precozmente el tratamiento preventivo, si existe, o evitar los factores desencadenantes, si se conocen.
Nuevamente Jean Dausset dio a conocer su descubrimiento a nivel mundial afirmando que “Cada célula es portadora de la identidad de un individuo” y que “todos y cada uno de nosotros es genéticamente diferente y único”, por lo que la libertad en el respeto a la diferencia, es decir, a los individuos, es algo más que una reivindicación humanista, existe justificación hasta en nuestros genes.
El Instituto Karolinska de Suecia otorgó el Premio Nobel de Medicina en 1980 a Jean Dausset, junto con George Snell y Baruj Benacerraf, de EE. UU., por haber dedicado su vida a los estudios sobre el sistema HLA.
Su capacidad de trabajo y fecundidad descubridora le arrastraron como un torrente a una labor en la que ha alcanzado grandes méritos.
Como consejero del ministro de Educación, Jean Dausset participó muy activamente con el Profesor Robert Debré en la reforma de los estudios de Medicina y de la estructura hospitalaria de Francia. La reforma supuso la creación de los Centros Hospitalarios Universitarios (1955-1958), introdujo la plena dedicación al trabajo hospitalario y la fusión de las carreras profesionales hospitalarias y universitarias. Fue nombrado sucesivamente profesor asociado (1958), profesor de Inmunohematología de la Facultad de Medicina de París (1968) y en 1977 titular de la cátedra de Medicina Experimental del Collège de France.
En 1969 fundó France-Transplant y en 1982 creó la Asociación Francesa de Donantes de Médula Ósea. La Unidad de Investigación del Instituto Nacional de la Salud e Investigación Médica que dirigió en el Hospital Saint-Louis de 1968 a 1984, ha descrito numerosos antígenos del sistema del HLA y efectuado numerosas contribuciones a los estudios sobre la respuesta inmunitaria de individuo.
Jean Dausset creó en 1983 el Centro de Estudios del Polimorfismo Humano, cuya central se encuentra en el Collège de France, que contribuye a descifrar el mapa del genoma humano y a identificar los genes relacionados con las enfermedades genéticas. Los últimos estudios se dirigieron a las moléculas de HLA llamadas "de tolerancia”, en particular la molécula HLA-G, que se encarga de inhibir la reacción de la madre contra su feto. La HLA-G juega un papel imprescindible en la prevención de rechazos.

## Muerte
Murió a consecuencia de las complicaciones de una neumonía el 6 de junio de 2009 en Palma de Mallorca, donde pasó los últimos años de su vida en compañía de su mujer, Rosita Mayoral.

## Premios y honores
Es doctor honoris causa por las universidades de Bruselas (1977), de Génova (1977) de Lieja (1980), de Lisboa (1982), de Roma (1985), de Zagreb (1986), de Lima (1990), Complutense de Madrid (1991), de Buenos Aires (1995), de las Palmas (1995), de Quebec (1996), de Zaragoza (1996), de Cagliari (1997), Politécnica de Valencia (2002) y de las Islas Baleares (2003).
Fue también:
- Miembro del Comité de Biética de la UNESCO y de la República Francesa.
- Presidente de la Academia Mundial del Agua y del Movimiento Universal de la Responsabilidad Científica.
- Miembro de la Academia de las Ciencias del Instituto de Francia (1977), de la Academia de Medicina de Francia (1977), Miembro extranjero de la American Academy of Arts and Sciences (1979) y de la National Academy of Sciences (1980), académico de honor de la Real Academia de Medicina de Bélgica, de Yugoslavia, de Hungría, de las Islas Baleares (1993).

Además del Premio Nobel de Medicina de 1980, entre las muchas distinciones recibidas destacan:
- Gran Premio de las Ciencias Químicas y Naturales (1967).
- Medalla de Plata de la CNRS (1967).
- Gran Premio Científico de la Ciudad de París (1968).
- Premio Cognacq-Jay de la Academia de las Ciencias (1969).
- Premio Stratton (1970).
- Premio Landsteiner (1970).
- Premio de la Fundación Gairdner (1977).
- Premio de la Fundación Koch (1978).
- Premio de la Fundación Wolf (1978).
- Premio Honda (1988).
- Premio de la Fundación Jiménez Díaz (1990).
- Premio Medawar (1996).